# Памятник Хо Ши Мину (Москва)
Памятник Хо Ши Мину в Москве — скульптурный монумент, установленный в честь вьетнамского политического деятеля Хо Ши Мина в Москве на одноимённой площади в Академическом районе города. Памятник был открыт 18 мая 1990 года.

## Описание
Памятник выполнен из бронзы и камня и представляет собой портрет вьетнамского политического деятеля Хо Ши Мина на фоне символического солнца. Перед диском солнца установлена скульптура вьетнамца, который поднимается с колен. С обратной стороны солнечного диска находятся тропические цветы и два бамбуковых дерева. Композиция установлена на круглой плите. На пьедестале начертаны слова Хо Ши Мина: «Нет ничего дороже независимости, свободы».

## История
Памятник Хо Ши Мину, Верховному главнокомандующему Вьетнамской народной армией во Вьетнамской войне в 1964—1969 годах, был установлен в канун празднования дня его рождения 18 мая 1990 года на площади, названной в его честь в 1969 году.
Авторами памятника являются скульптор В. Е. Цигаль и архитектор Р. Г. Кананин. Скульптор Владимир Цигаль за создание памятника Хо Ши Мину в Москве награждён вьетнамским орденом Дружбы.
Необычный для памятников внешний вид стал поводом для ироничных прозвищ «памятник летающей тарелке» и «памятник 300-летию татаро-монгольского ига».
После распада СССР у московских властей возникало желание демонтировать памятник и предлагалось перенести памятник на территорию посольства Вьетнама в Москве, вьетнамские дипломаты протестовали против такого развития событий. Резко против сноса памятника Хо Ши Мину как мероприятия, способного нанести непоправимый урон престижу страны, высказался председатель Общества вьетнамско-российской дружбы лётчик-космонавт СССР Г. С. Титов. В итоге памятник был оставлен на прежнем месте.
Для друзей Вьетнама — советских военных специалистов, работавших во Вьетнаме во время Вьетнамской войны — это место, где они в день рождения Хо Ши Мина 19 мая, ровно в 10 часов утра, без приглашения и напоминания ежегодно собираются вместе.
У находящихся в Москве вьетнамцев памятник Хо Ши Мину весьма популярен, и сюда часто приезжают кортежи вьетнамских свадеб.